# La Chanteuse-dragon de Pern
La Chanteuse-dragon de Pern (Dragonsinger) est un roman de science fantasy de l'écrivain américaine Anne McCaffrey et appartenant au cycle de la Ballade de Pern. C'est le deuxième roman de la trilogie consacrée aux Harpistes. Il est édité pour la première fois aux éditions Albin Michel en 1989 sous le titre Le Dragon chanteur dans leur collection « Épées et dragons ». Il est réédité en 1993, sous son titre actuel, aux éditions Pocket qui reprend la traduction de Pierre-Paul Durastanti avec une couverture illustrée par Siudmak.

## Résumé
Robinton, Maître Harpiste de Pern a convaincu Menolly de rejoindre son Atelier à Fort. Il n'est pas toujours facile pour la jeune fille de s'intégrer, entre ceux qui mettent en doute ses talents, ceux qui jalousent ses dons musicaux et l'envie provoquée par ses dix lézards-de-feu...